# Deutscher Tipp-Kick-Verband

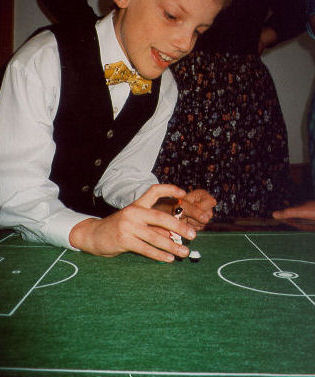

Der Deutsche Tipp-Kick-Verband (kurz DTKV) organisiert den Tipp-Kick-Sport in Deutschland.

## Organisation

### Geschichte und Struktur
Der Verband wurde im Jahr 1972 als Deutscher Tischfußball-Verband gegründet und benannte sich 1995 in Deutscher Tipp-Kick-Verband um.
Mitglied des DTKV können Vereine und Einzelpersonen werden. Der Verband ist in vier Sektionen gegliedert:
- Nord: Bremen, Hamburg, Mecklenburg-Vorpommern, Niedersachsen und Schleswig-Holstein
- Ost: Berlin, Brandenburg, Sachsen, Sachsen-Anhalt und Thüringen
- Süd: Baden-Württemberg, Bayern, Hessen, Rheinland-Pfalz und Saarland
- West: Nordrhein-Westfalen

Der Verband wird von einem fünfköpfigen Präsidium geleitet. Höchstes Organ ist der Bundestag. Ihm gehören die Leiter der vier regionalen Sektionen oder deren Stellvertretern sowie die Mitglieder des Präsidiums an. Ehrenmitglieder sowie der Kassenprüfer haben eine beratende Stimme.
Der Verband hat ca. 600 Mitglieder in 60 Mannschaften und gilt als einer kleinsten Sportverbände Deutschlands.
Alle Vereine, die in Bundesliga, 2. Bundesliga, Regional- oder Verbandsliga starten gehören dem DTKV an. Neben dem Ligaspielbetrieb gibt es noch einen DTKV-Pokal (ähnlich dem DFB-Pokal im Fußball), bei dem jährlich seit 1976 ein Sieger im K.-o.-System ermittelt wird.

### Verbandszeitungen
- 1972:   „Tischfußball-Rundschau. Information des Deutschen Tischfußball-Verbands“
- ab 1976:   „DTFV-Rundschau. Mitteilungsblatt des Deutschen Tischfußball-Verbands“
- ab 1980:   „Tipp-Kick Rundschau. Mitteilungsblatt des Deutschen Tischfußball-Verbands“[6]
- ab 1995:   „Rundschau. Das offizielle Verbandsorgan des DTKV“
- ab 1996:   „tipp-kick rundschau. Offizielles Verbandsorgan des Deutschen Tipp-Kick-Verbandes“

Mit der Saison 2013/14 wurde die „Rundschau“ eingestellt.

## Liste der Meister

### Anzahl der Meisterschaften
- BW Concordia Lübeck (12)
- TFG 1938 Hildesheim (7)
- TKC Gallus Frankfurt (6)
- TFB 1977 Drispenstedt (5)
- TKC 1971 Hirschlanden (3)
- TFC Eintracht Rehberge Berlin (2)
- BTV 1962 Berlin (1)
- SSG Stuttgart (1)
- SpVgg. Halbau Berlin (1)
- RB 22 Kirchheim (1)
- Medo Kickers Hannover (1)
- SG Hamburg/Leck (1)
- TKC Preußen Waltrop (1)
- TKC Fortuna Hamburg (1)
- SG '94 Hannover (1)
- TKV Grönwohld (1)

### Mannschaftsmeister
- 2022: TKC 71 Hirschlanden
- 2021: TKC 86 Kaiserslautern
- 2018: TKC Gallus Frankfurt
- 2017: TKC Gallus Frankfurt
- 2016: TKC Gallus Frankfurt
- 2015: TKV Grönwohld
- 2014: SG '94 Hannover
- 2013: TKC 71 Hirschlanden II
- 2012: TKC Gallus Frankfurt
- 2011: BW Concordia Lübeck
- 2010: TKC 71 Hirschlanden
- 2009: TKC 71 Hirschlanden II
- 2008: TKC Gallus Frankfurt
- 2007: BW Concordia Lübeck
- 2006: BW Concordia Lübeck
- 2005: BW Concordia Lübeck
- 2004: TKC Gallus Frankfurt
- 2003: BW Concordia Lübeck
- 2002: BW Concordia Lübeck
- 2001: BW Concordia Lübeck
- 2000: BW Concordia Lübeck
- 1999: BW Concordia Lübeck
- 1998: BW Concordia Lübeck
- 1997: TKC Fortuna Hamburg
- 1996: BW Concordia Lübeck
- 1995: TKC Preußen Waltrop
- 1994: BW Concordia Lübeck
- 1993: SG Hamburg/Leck
- 1992: TFB 77 Drispenstedt
- 1991: TFB 77 Drispenstedt
- 1990: TFB 77 Drispenstedt
- 1989: TFC Eintr. Rehberge Berlin
- 1988: TFC Eintr. Rehberge Berlin
- 1987: TFB 77 Drispenstedt
- 1986: Medo Kickers Hannover
- 1985: TFB 77 Drispenstedt
- 1984: RB 22 Kirchheim
- 1983: SpVgg Halbau Berlin
- 1982: TFG 1938 Hildesheim
- 1981: TFG 1938 Hildesheim
- 1979: SSG Stuttgart
- 1978: TFG 1938 Hildesheim
- 1977: BTV 1962 Berlin
- 1976: TFG 1938 Hildesheim
- 1975: TFG 1938 Hildesheim
- 1974: TFG 1938 Hildesheim
- 1973: TFG 1938 Hildesheim

### DTKV-Pokalsieger
- 2022: TKC 71 Hirschlanden
- 2021: TKC 86 Kaiserslautern
- 2018: TKC Gallus Frankfurt
- 2017: TKC Gallus Frankfurt
- 2016: TKC Gallus Frankfurt
- 2015: TKV Grönwohld
- 2014: TKC 71 Hirschlanden
- 2013: TKC Gallus Frankfurt
- 2012: SG '94 Hannover
- 2011: BW Concordia Lübeck
- 2010: Celtic Berlin
- 2009: BW Concordia Lübeck
- 2008: SG Hannover/Lübeck
- 2007: TKC Gallus Frankfurt
- 2006: BW Concordia Lübeck
- 2005: BW Concordia Lübeck
- 2004: TKC Gallus Frankfurt
- 2003: TKC Gallus Frankfurt
- 2002: TKC 71 Hirschlanden
- 2001: TKC 71 Hirschlanden
- 2000: TKC Fortuna Hamburg
- 1999: TKC Fortuna Düdinghausen
- 1998: TKC Fortuna Düdinghausen
- 1997: BW Concordia Lübeck
- 1996: SG Hamburg/Leck
- 1995: SW Buntekuh
- 1994: TKC Gallus Frankfurt
- 1993: SG Hamburg/Leck
- 1992: TKC 71 Hirschlanden II
- 1991: TKC Preußen Waltrop
- 1990: TKC Preußen Waltrop
- 1989: TFB 77 Drispenstedt
- 1988: SG Hamburg/Quickborn
- 1987: PWR 78 Wasseralfingen
- 1986: Medo Kickers Hannover
- 1985: TFC Eintr. Rehberge Berlin
- 1984: RB 22 Kirchheim
- 1983: TKV Büdingen
- 1982: TFB 38 Hildesheim
- 1981: TFG 38 Hildesheim
- 1979: SSG Stuttgart
- 1978: SG St.Pauli/Celle
- 1977: SpVgg Halbau Berlin
- 1976: TKC Celle

### Deutsche Einzelmeister
- 2022: Artur Merke[7] (1. TKC Kaiserslautern '86)
- 2021: Harald Füßinger[7] (TKC Hirschlanden)
- 2019: Michael Kaus (TKC Gallus Frankfurt)
- 2018: Michael Kaus (TKC Gallus Frankfurt)
- 2017: Philipp Baadte (1. TKC Kaiserslautern ´86)
- 2016: Michael Kaus (TKC Gallus Frankfurt)
- 2015: Philipp Baadte (1. TKC Kaiserslautern ´86)
- 2014: Benjamin Buza (TKC Hirschlanden)
- 2013: Benjamin Buza (TKC Hirschlanden)
- 2012: Frank Hampel (TKC Gallus Frankfurt)
- 2011: Jens König (SG Hannover 94)
- 2010: Alexander Beck (TKC Gallus Frankfurt)
- 2009: Normann Koch (BW Concordia Lübeck) – Rekordmeister mit sieben Titeln
- 2008: Normann Koch (BW Concordia Lübeck)
- 2007: Jens König (SG Hannover 94)
- 2006: Oliver Schell (BW Concordia Lübeck)
- 2005: Alexander Beck (TKC Gallus Frankfurt)
- 2004: Fabio de Nicolo (TKF Wiking Leck)
- 2003: Normann Koch (BW Concordia Lübeck)
- 2002: Dirk Kallies (BW Concordia Lübeck)
- 2001: Normann Koch (BW Concordia Lübeck)
- 2000: Jens König (TKC 71 Hirschlanden)
- 1999: Jens Runge (TKF Wiking Leck)
- 1998: Normann Koch (BW Concordia Lübeck)
- 1997: Stefan Hoppe (Fortuna Düdinghausen)
- 1996: Oliver Schell (BW Concordia Lübeck)
- 1995: Normann Koch (BW Concordia Lübeck)
- 1994: Normann Koch (BW Concordia Lübeck)
- 1993: Oliver Schell (BW Concordia Lübeck)
- 1992: Andreas Borde (Eintracht Rehberge Berlin)
- 1991: Oliver Hahne (TKC Preußen Waltrop)
- 1990: Peter Gehrung (TFB Drispenstedt)
- 1989: Frank Nachtigall (TFB Drispenstedt)
- 1988: Michael Schuster (Fortuna Düdinghausen)
- 1987: Hacky Jüttner (Fortuna Hamburg)
- 1986: Frank Nachtigall (TFB Drispenstedt)
- 1985: Michael Steinfeld (SWG Idar-Oberstein)
- 1984: Peter Funke (BFG Steglitz Berlin)
- 1983: Andreas Hennings (Medo Hannover)
- 1982: Achim Dohl (Eintracht Rehberge Berlin)
- 1981: Andreas Schneider (Junior Kickers Mannheim)
- 1980: Dieter Mönnig (TFG 38 Hildesheim)
- 1979: Uwe Ritter (TFG 38 Hildesheim)
- 1978: Uwe Ritter (TFG 38 Hildesheim)
- 1977: Hans-Joachim Holze (TFG 38 Hildesheim)
- 1976: Wolfgang Kolski (SpVgg Halbau Berlin)
- 1975: Wolfgang Kolski (SpVgg Halbau Berlin)
- 1974: Rainer Suchan (SpVgg Halbau Berlin)
- 1973: Jürgen Röpke (SpVgg Halbau Berlin)
- 1971: Franz Wedekin (TFG 38 Hildesheim)
- 1969: Ralf Stiehler (TFG 38 Hildesheim)
- 1967: Jürgen Hillengaß (TFC St. Pauli)
- 1965: Dieter Langen (HSC Bonn)
- 1963: Jürgen Hillengaß (TFC St. Pauli)
- 1961: Winfried Ellhoff (TKV Bremen)
- 1959: Manfred Wilksch (TFG 38 Hildesheim)